# アメリカ合衆国保健教育福祉長官
アメリカ合衆国保健教育福祉長官（アメリカがっしゅうこくほけんきょういくふくしちょうかん、英語: United States Secretary of Health, Education, and Welfare）はアメリカ合衆国保健教育福祉省の長である。1953年に創設されたことに伴って長官職も設置され、閣僚でもあった。1979年に保健教育福祉省が保健福祉省と教育省に分離したことに伴い、保健教育福祉長官の職務も保健福祉長官と教育長官に分離した。

## 歴代保健教育福祉長官
| #  | 画像                                   | 氏名                                   | 在任期間      | 在任期間       | 大統領                                     |
| #  | 画像                                   | 氏名                                   | 着任          | 退任           | 大統領                                     |
| -- | -------------------------------------- | -------------------------------------- | ------------- | -------------- | ------------------------------------------ |
| 1  | オヴェータ・カルプ・ホビー             | オヴェータ・カルプ・ホビー             | 1953年4月11日 | 1955年7月31日  | ドワイト・D・アイゼンハワー                |
| 2  | マリオン・ベイアード・フォルサム       | マリオン・ベイアード・フォルサム       | 1955年8月1日  | 1958年7月31日  | ドワイト・D・アイゼンハワー                |
| 3  | アーサー・シャーウッド・フレミング     | アーサー・シャーウッド・フレミング     | 1958年8月1日  | 1961年1月19日  | ドワイト・D・アイゼンハワー                |
| 4  | エイブラハム・アレクサンダー・リビコフ | エイブラハム・アレクサンダー・リビコフ | 1961年1月21日 | 1962年7月13日  | ジョン・F・ケネディ                        |
| 5  | アンソニー・ジョセフ・セレブレズ       | アンソニー・ジョセフ・セレブレズ       | 1962年7月31日 | 1965年8月17日  | ジョン・F・ケネディ、リンドン・ジョンソン  |
| 6  | ジョン・ウィリアム・ガードナー         | ジョン・ウィリアム・ガードナー         | 1965年8月18日 | 1968年3月1日   | リンドン・ジョンソン                       |
| 7  | ウィルバー・ジョセフ・コーエン         | ウィルバー・ジョセフ・コーエン         | 1968年5月16日 | 1969年1月20日  | リンドン・ジョンソン                       |
| 8  | ロバート・ハチソン・フィンチ           | ロバート・ハチソン・フィンチ           | 1969年1月21日 | 1970年6月23日  | リチャード・ニクソン                       |
| 9  | エリオット・リチャードソン             | エリオット・リチャードソン             | 1970年6月24日 | 1973年1月29日  | リチャード・ニクソン                       |
| 10 | キャスパー・ワインバーガー             | キャスパー・ワインバーガー             | 1973年2月12日 | 1975年8月8日   | リチャード・ニクソン、ジェラルド・フォード |
| 11 | フォレスト・デイヴィッド・マシューズ   | フォレスト・デイヴィッド・マシューズ   | 1975年8月8日  | 1977年1月20日  | ジェラルド・フォード                       |
| 12 | ジョセフ・アンソニー・カリファノ       | ジョセフ・アンソニー・カリファノ       | 1977年1月25日 | 1979年8月3日   | ジミー・カーター                           |
| 13 | パトリシア・ロバーツ・ハリス           | パトリシア・ロバーツ・ハリス           | 1979年8月3日  | 1979年11月30日 | ジミー・カーター                           |